# Martin Ørnskov
Martin Ørnskov Nielsen (Silkeborg, 10 ottobre 1985) è un ex calciatore danese, di ruolo centrocampista.

## Carriera

### Club

#### Silkeborg
Ørnskov cominciò la carriera con la maglia del Silkeborg. Esordì nella Superligaen in data 18 settembre 2004, quando sostituì Thomas Raun nella sconfitta per 2-1 sul campo del Midtjylland. Il 22 settembre dello stesso anno, segnò la prima rete: fu infatti autore di un gol nella sconfitta per 2-4 contro lo Herfølge. Il suo spazio in squadra aumentò gradualmente, con il passare delle stagioni. Il club retrocesse nel campionato 2006-2007, ma Ørnskov restò in squadra e contribuì alla promozione, che avvenne due anni più tardi.

#### Viking
Il 14 febbraio 2012 fu annunciato l'accordo tra il Silkeborg e i norvegesi del Viking, soggetto al superamento delle visite mediche da parte del calciatore. Il 19 febbraio, i test non evidenziarono alcun problema ed il danese fu ufficialmente tesserato.

#### Brøndby
Il 5 luglio 2013, il Brøndby comunicò sul proprio sito l'ingaggio del calciatore, che si legò al club con un contratto triennale. Come da accordi, Ørnskov si sarebbe aggregato alla nuova squadra a partire dal 14 luglio successivo.

### Nazionale
Ørnskov conta una presenza per la Danimarca under 21. Il 10 ottobre 2006, infatti, debuttò nella vittoria per 2-1 contro l'Paesi Bassi under 21, subentrando a Mikkel Thygesen. Fu tra i convocati per la King's Cup 2012, con la Nazionale maggiore, manifestazione amichevole nel corso della quale giocò 3 partite.

## Statistiche

### Presenze e reti nei club
Statistiche aggiornate al 18 novembre 2016.
| Stagione         | Club             | Campionato       | Campionato | Campionato | Coppe nazionali | Coppe nazionali | Coppe nazionali | Coppe continentali | Coppe continentali | Coppe continentali | Supercoppe | Supercoppe | Supercoppe | Totale | Totale |
| Stagione         | Club             | Comp             | Pres       | Reti       | Comp            | Pres            | Reti            | Comp               | Pres               | Reti               | Comp       | Pres       | Reti       | Pres   | Reti   |
| ---------------- | ---------------- | ---------------- | ---------- | ---------- | --------------- | --------------- | --------------- | ------------------ | ------------------ | ------------------ | ---------- | ---------- | ---------- | ------ | ------ |
| 2003-2004        | Silkeborg        | 1D               | 1          | 0          | CD              | ?               | ?               | -                  | -                  | -                  | -          | -          | -          | ?      | ?      |
| 2004-2005        | Silkeborg        | SL               | 11         | 1          | CD              | ?               | ?               | -                  | -                  | -                  | -          | -          | -          | ?      | ?      |
| 2005-2006        | Silkeborg        | SL               | 20         | 0          | CD              | ?               | ?               | -                  | -                  | -                  | -          | -          | -          | ?      | ?      |
| 2006-2007        | Silkeborg        | SL               | 26         | 1          | CD              | ?               | ?               | -                  | -                  | -                  | -          | -          | -          | ?      | ?      |
| 2007-2008        | Silkeborg        | 1D               | 30         | 3          | CD              | ?               | ?               | -                  | -                  | -                  | -          | -          | -          | ?      | ?      |
| 2008-2009        | Silkeborg        | 1D               | 25         | 2          | CD              | ?               | ?               | -                  | -                  | -                  | -          | -          | -          | ?      | ?      |
| 2009-2010        | Silkeborg        | SL               | 32         | 3          | CD              | 1               | 0               | -                  | -                  | -                  | -          | -          | -          | 33     | 3      |
| 2010-2011        | Silkeborg        | SL               | 30         | 1          | CD              | 1               | 0               | -                  | -                  | -                  | -          | -          | -          | 31     | 1      |
| 2011-gen. 2012   | Silkeborg        | SL               | 17         | 2          | CD              | 1               | 0               | -                  | -                  | -                  | -          | -          | -          | 18     | 2      |
| Totale Silkeborg | Totale Silkeborg | Totale Silkeborg | 192        | 13         |                 | ?               | ?               |                    | -                  | -                  |            | -          | -          | ?      | ?      |
| 2012             | Viking           | ES               | 28         | 4          | CN              | 4               | 1               | -                  | -                  | -                  | -          | -          | -          | 32     | 5      |
| gen.-lug. 2013   | Viking           | ES               | 16         | 0          | CN              | 2               | 0               | -                  | -                  | -                  | -          | -          | -          | 18     | 0      |
| Totale Viking    | Totale Viking    | Totale Viking    | 44         | 4          |                 | 6               | 1               |                    | -                  | -                  |            | -          | -          | 50     | 5      |
| 2013-2014        | Brøndby          | SL               | 31         | 3          | CD              | 0               | 0               | -                  | -                  | -                  | -          | -          | -          | 31     | 3      |
| 2014-2015        | Brøndby          | SL               | 30         | 0          | CD              | 2               | 0               | UEL                | 2                  | 0                  | -          | -          | -          | 34     | 0      |
| 2015-2016        | Brøndby          | SL               | 22         | 0          | CD              | 4               | 0               | UEL                | 6                  | 0                  | -          | -          | -          | 32     | 0      |
| Totale Brøndby   | Totale Brøndby   | Totale Brøndby   | 83         | 3          |                 | 6               | 0               |                    | 8                  | 0                  |            | -          | -          | 97     | 3      |
| 2016-2017        | Lyngby           | SL               | 15         | 0          | CD              | 0               | 0               | -                  | -                  | -                  | -          | -          | -          | 15     | 0      |
| Totale           | Totale           | Totale           | 334        | 20         |                 | ?               | ?               |                    | 2                  | 0                  |            | -          | -          | ?      | ?      |